# Eilema heterogyna
Eilema heterogyna là một loài bướm đêm thuộc phân họ Arctiinae, họ Erebidae.